# Тави-Тави (остров)
Тави-Тави (таг. Tawi-Tawi) — остров в составе архипелага Сулу, центр одноимённой провинции на юге Филиппин. Площадь — 580,5 км². Население (вместе с прилегающими островками, 2015 г.) — 344 118 чел. Западная оконечность Тави-Тави находится в 64 км к востоку от острова Борнео.

## География
Тави-Тави — самый южный из крупнейших островов архипелага Сулу, находится в 1030 км к югу от Манилы, столицы Филиппин. Вокруг находится 106 мелких островов, многие из которых остаются необитаемыми. Остров возник в результате тектонических сдвигов дна океана, имеет вулканическое происхождение. Большая часть суши сформирована известняками-остатками древних донных отложений. Найдены месторождения меди. Наивысшая точка достигает 552 м. Воды вокруг острова неглубокие, заняты протяженными коралловыми рифами. Климат тропический с чётким чередованием сухого и влажного сезонов. Основными коммерческими культурами, выращиваемыми на плодородных вулканических почвах острова, являются кокос, табак, сахарный тростник и капок. Также выращивают рис, кукурузу, цитрусовые, корнеплоды, овощи, какао и кофе. Большое значение имеет рыболовство, жители умело строят лодки.

## Природа
Особенностью Тави-Тави является то, что на нём сохранились тропические дождевые леса со значительным количеством эндемичных растений и животных. В прибрежных водах вокруг острова обитают морские черепахи, различные виды кораллов, моллюсков, рыб и иглокожих. Рост населения и экономическая деятельность человека создают постоянную угрозу для биологического разнообразия.

## История
Коренное население Тави-Тави составляют баджа, австронезийский народ, который принято считать аборигенами архипелага Сулу. Однако жители Тави-Тави утверждают, что их предки пришли с полуострова Малакка. Название острова означает «множество фикусовых деревьев», найденных здесь первопоселенцами. В 1380 году островитяне приняли ислам. В конце XV века. остров попал в состав султаната Сулу. Побережье было объявлено имуществом султана, местные земли передавались в пользование его подданным. В центральной части сохранялись традиционные общины. До второй половины XIX века. Тави-Тави был центром пиратства и работорговли. В 1882 году остров был присоединён к испанским владениям. В 1899 году занят американцами и официально присоединён ими к Филиппинам в 1917 году. Во время Второй мировой войны временно оккупирован японцами. Местные жители организовали партизанское движение и способствовали возвращению Тави-Тави под контроль американской администрации. В 1946 году остров стал частью независимых Филиппин. В 1973 году была создана отдельная провинция Тави-Тави. На острове активно развивается туризм.